# Espelho bucal

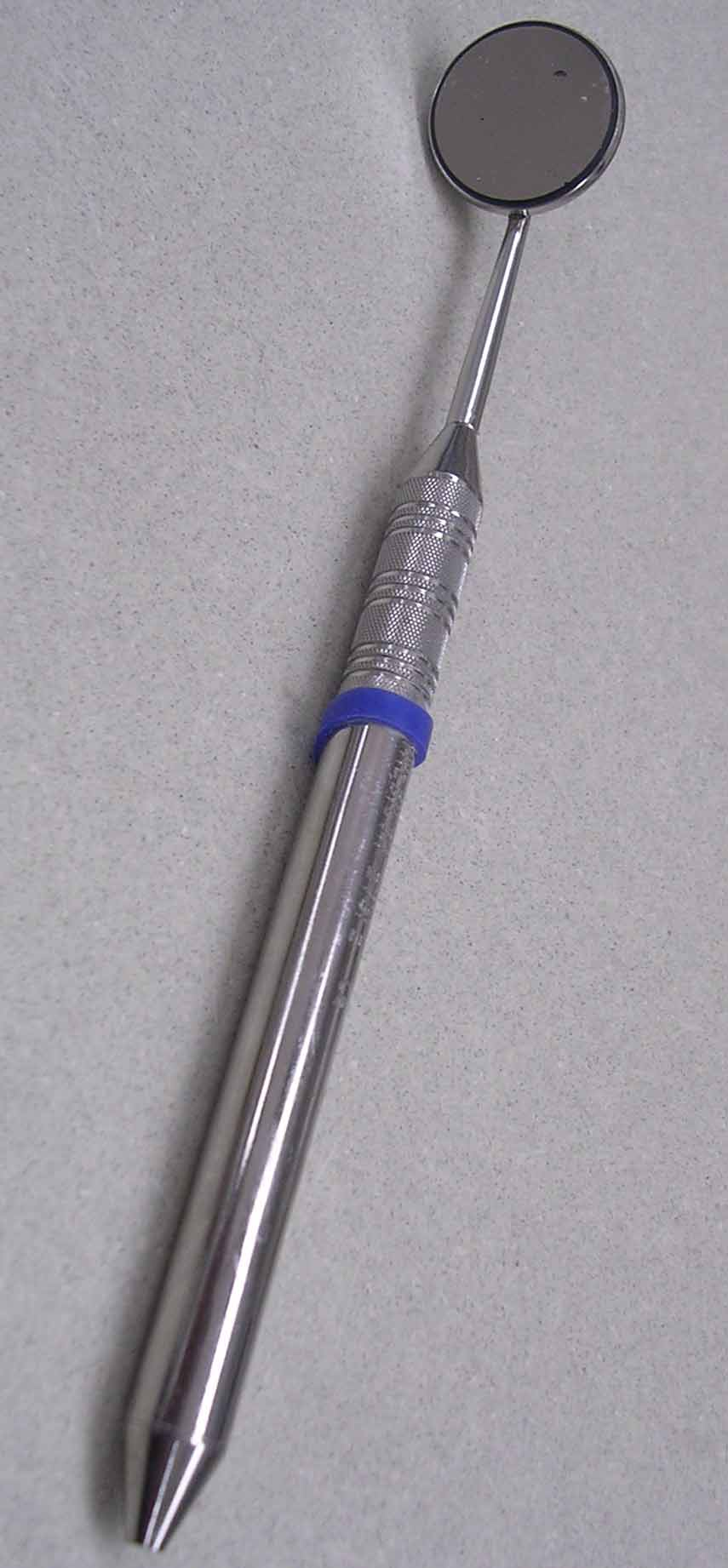
Espelho Bucal

Um espelho bucal ou espelho de dentista é um instrumento muito utilizado por cirurgiões-dentistas ou médicos dentistas. A cabeça do espelho é circular e na maioria das vezes plana, e os tamanhos mais comuns utilizados são o No. 4 e o No. 5. O No. 2  é às vezes utilizado quando um pequeno espelho é necessário, quando se trabalha com isolamento absoluto ou crianças muito pequenas por exemplo. O espelho bucal tem uma grande variedade de usos na odontologia. Dentre estas podemos descrever as três mais importantes funções são a de permitir a visão indireta pelo dentista, refletir a luz sobre a superfície dental escolhida e o afastamento de tecidos moles.
A visão indireta é necessária em determinados locais da boca onde a visibilidade se torna difícil ou até mesmo impossível. A superfície lingual dos dentes incisivos são áreas que para serem observadas frequentemente precisam da utilização do espelho bucal. Outras áreas da boca podem ser vistas de uma forma mais confortável para o profissional se ele utilizar o espelho (embora ele pudesse velas diretamente), pois não precisará posicionar seu corpo de forma desconfortável mantendo uma postura mais ergonômica. Sem utilizar um espelho bucal posturas incomodas seriam adotadas diariamente pelos profissionais da odontologia o que acabaria levando a problemas crônicos de postura principalmente na coluna vertebral.
Existem áreas da boca que são de difícil iluminação mesmo que se utilize a luz do refletor odontológico pois a luz entra pela abertura bucal e ficam sombras nas regiões voltadas para a garganta. Nestas circunstâncias, o espelho bucal é usado para refletir a luz sobre estas superfícies. Isto se torna mais útil ainda se o espelho é simultaneamente utilizado para a visão indireta área obscurecida.
Além disso, o espelho bucal é utilizado para retrair tecidos moles, como a língua ou bochechas, parar permitir uma melhor visualização do dente.
Espelhos odontológicos também são utilizados por engenheiros e técnicos para possibilitar a visualização em pequenas frestas, espaços e cantos de equipamentos. Eles também são utilizados por ópticos e em laboratórios que utilizam laser.